# Острота ощущений (фильм)
«Острота ощущений» (англ. Intensity) — американский двухсерийный телефильм 1997 года в жанре триллер, снятый по одноимённому роману Дина Кунца (1996; в России издан под названием «Очарованный кровью»). Режиссёр — Ив Симоно, в главных ролях — Молли Паркер и Джон Макгинли. Оригинальное название фильма в данном случае подразумевает «напряжённость, вызванную страхом», а не остроту.
Съёмки проводились в окрестностях Ванкувера.

## Сюжет
В юности двадцатишестилетняя студентка факультета психологии Чайна Шепард (Молли Паркер) сбежала от своей матери-алкоголички и её дружков-уголовников и вот уже десять лет пытается забыть своё жуткое детство. По приглашению подруги Чайна едет за город, чтобы отпраздновать День благодарения с её семьёй. Ночью после праздничного ужина в дом проникает неизвестный (Джон Макгинли) и убивает всех, кроме Чайны, которой удалось спрятаться. Надеясь спасти подругу, Чайна залезает в автофургон убийцы, но тот внезапно возвращается и уезжает вместе с ней. Когда он останавливается на заправке, Чайна перебирается в магазин и прячется там. Преступник тоже идёт в магазин, заводит разговор с сотрудниками, а затем убивает их и уезжает. Однако в разговоре он упомянул пятнадцатилетнюю девочку по имени Ариэль, которую держит у себя дома в подвале. Поколебавшись, Чайна решает ехать за ним, чтобы узнать, где он живёт, и освободить ребёнка. По дороге она встречает пожилую женщину (Пайпер Лори), вводит её в курс дела и просит сообщить в полицию, а сама едет дальше. Увидев, что бензин на исходе, она обгоняет фургон, перекрывает машиной дорогу и прячется за деревьями. Когда маньяк останавливается и идёт освобождать проезд, Чайна снова проникает в фургон. На этот раз убийца понимает, что в фургоне он не один, но решает ничего не предпринимать, пока не приедет домой. Пожилая женщина, доезжает до заправки и обнаруживает трупы. В истерике она звонит в полицию и пытается рассказать о Чайне, убийствах и Ариэль, но говорит так сбивчиво, что офицер Тревэйн (Блу Манкума) скептически относится к её словам. В раздражении она бросает трубку и сама пускается в погоню. Через какое-то время она догоняет фургон, но по наивности выдаёт свои намерения, и маньяк убивает её. Чайна успевает лишь выбросить на дорогу добытый ранее обрывок документа с частью автомобильного номера и адреса убийцы. Тем временем офицер Тревэйн понимает, что имя Ариэль ему знакомо. Он проверяет список пропавших без вести, находит в нём девочку с таким именем и пытается поднять её дело, но из-за праздников это оказывается проблематичным. Тогда он решает сам осмотреть шоссе. Однако преступник уже свернул с него и, наконец-то, приехал домой. Чайна выбирается из фургона, проникает в дом и спускается в подвал, где находит Ариэль (Тори Пол). А затем попадает в руки к маньяку.
Офицер Тревэйн находит труп пожилой женщины, вызывает следственную группу, а сам продолжает осмотр шоссе. Позже он обнаруживает записку Чайны, случайно прилипшую к подошве его ботинка. Он звонит в участок и пытается навести справки, но коллеги и начальство не спешат ему помогать. Оглушив и сковав Чайну, маньяк навещает Ариэль. Он рассказывает ей о своих жертвах и угрожает, но девочка никак не реагирует. Спустя какое-то время Чайна приходит в себя, и маньяк заводит с ней разговор. Он называет своё имя (Эджлер Формен Весс), раскрывает детали своей мотивации, заставляет Чайну рассказать о себе. Позже он уходит на работу, предварительно отперев ещё одного своего пленника. Через широкое окно Чайна видит, как того разрывают специально натасканные собаки. С большим трудом Чайна освобождается от кандалов и цепей. Она взламывает дверь в камеру Ариэль, но девочка по-прежнему в ступоре. В дрессировочном костюме Чайна выходит на улицу, и временно нейтрализует собак бытовой химией. Она подгоняет фургон поближе к дому, переводит туда Ариэль и, одолев забравшуюся внутрь собаку, выезжает из леса. В этот момент к повороту подъезжает машина, из окна которой стреляют по колёсам фургона. Одновременно появляется полицейский автомобиль, и Чайна кричит, пытаясь предупредить офицера об опасности. Но из полицейского авто выходит Весс в форме шерифа. И убивает вышедшего из другой машины Тревэйна. Понимая, что иного выхода нет, Чайна сдаёт назад и вместе с Ариэль возвращается в дом Весса. Найдя беглянок в подвале, Весс заставляет Чайну выбросить нож, откладывает ружьё и собирается зарезать обеих. Но когда он подходит, Чайна обливает его бензином и поджигает. Убийца сгорает заживо.
Некоторое время спустя Чайна пытается оформить опеку над Ариэль, но ей отказывают. В том числе и потому, что в её решении преследовать маньяка психиатры усмотрели не только героизм. Чайне дают возможность попрощаться с девочкой. В ходе этой встречи Ариэль произносит первое за долгие месяцы слово.

## В ролях
- Молли Паркер — Чайна Шепард
- Джон Макгинли — Эджлер Форман Весс, серийный убийца
- Блу Манкума — Итан Тревэйн, офицер полиции
- Пайпер Лори — Мириам Брэйнард, пожилая женщина
- Тори Пол — Ариэль Дилэйн, похищенная Вессом девочка
- Лори Энн Триоло — Лори Шепард, мать Чайны
- Брент Стейт — Джим Уолтз, сожитель Лори
- Кэти Стюарт — Чайна Шепард в детстве
- Деанна Миллиган — Лора Темплтон, подруга Чайны
- Каван Смит — Джек Темплтон, брат Лоры

## Отличия от книги
- Персонажи Итан Тревэйн и Мириам Брэйнард, как и третий пленник Весса, убитый собаками, в книге отсутствуют.
- В фильме Чайна вспоминает, как сожитель её матери застрелил супружескую пару, жившую по соседству. В книге они с матерью и её сожителем ехали на машине и «подрезали» впереди идущий автомобиль, который вылетел с дороги и упал в реку. Пожилая пара, ехавшая в нём, утонула.
- Судя по фильму, Весс напал на Темплтонов из-за того, что родителям Ариэль и ей самой нравилась музыка Джека. В книге Весс однажды оштрафовал отца Лоры. Когда тот доставал бумажник, из него выпало семейное фото, которое и приглянулось Вессу.
- В фильме Весс говорит Чайне, что Ариэль видела трупы, но никогда не видела процесс убийства. В книге девочка впала в ступор из-за того, что Весс до смерти замучил её младшего брата у неё на глазах.
- В книге в домике на колёсах Чайна обнаруживает ещё один труп — в шкафу висит распятое тело молодого туриста с зашитыми веками.
- В книге Весс моложе, чем в фильме, и красив настолько, что даже Чайна это признаёт.
- В книге Ариэль 16 лет и указано её полное имя — Ариэль Бэйж Дилэйн. В фильме Ариэль 14 лет и её полное имя не звучит, хотя фамилию Дилэйн можно увидеть на объявлении о розыске, которое смотрит Итан Тревейн.
- В фильме в финале Чайна не может толком объяснить комиссии, что заставило её бросится в погоню за Вессом. В книге ответ на это даётся с самого начала — Чайна считает, что пока она доберётся до полиции, Весс может уехать очень далеко, даже в другой штат, и Ариэль, возможно, будет уже мертва, когда Весса удастся отыскать.